# گروه خونی

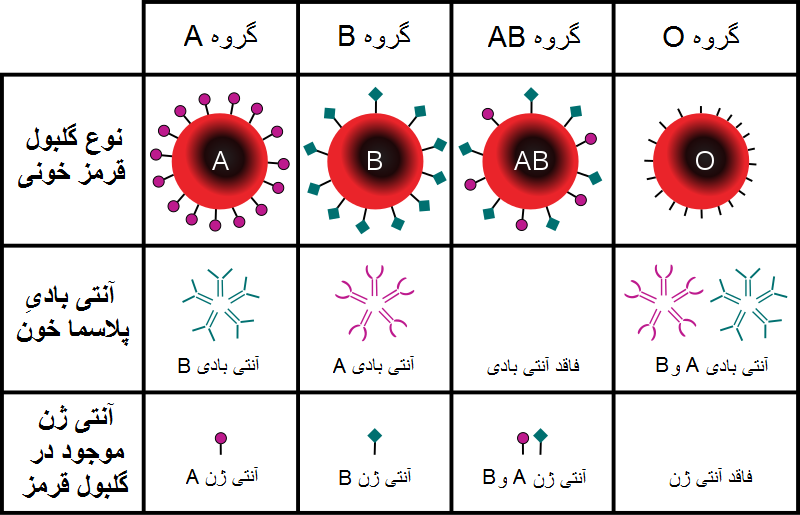
گروه خونی بر اساس طبقه‌بندی ABO

گروه‌های خونی (به انگلیسی: Blood type) روشی برای تقسیم‌بندی خون‌ها بر پایه وجود یا عدم وجود آنتی‌بادی‌ها در خون یا آنتی‌ژن‌های ارثی بر روی سطح گلبول‌های قرمز خون است. این آنتی‌ژن‌ها بسته به سیستم گروه خونی ممکن است پروتئین‌ها، کربوهیدرات‌ها، گلیکوپروتئین‌ها یا گلیکولیپیدها باشند. برخی از این آنتی‌ژن‌ها در سطح انواع دیگر سلول‌های بدن نیز وجود دارند. تعدادی از این آنتی‌ژن‌هایِ موجود بر سطح گلبول قرمز می‌توانند تنها از یک اَلل سرچشمه گرفته و در مجموع یک سیستم گروه خونی را تشکیل دهند (برای مثال آنتی‌ژن Rh، می‌تواند تنها توسط یک الل در ژن RHCE پدید بیاید). دو سیستم مهم گروه خونی ABO و Rh هستند که بر اساس طبقه‌بندی اول به گروه‌های خونی A, B، AB، و O، و بر اساس طبقه‌بندی دوم به صورت + یا - نشان داده می‌شوند. این دو طبقه‌بندی اساس فرایند انتقال خون هستند.
گروه‌های خونی ارثی هستند و در اثر وراثت از هر دو والدین پدید می‌آیند. تا دسامبر ۲۰۲۲، در مجموع ۴۴ سیستم گروه خونی انسان توسط انجمن بین‌المللی انتقال خون (ISBT) به رسمیت شناخته شده است.

## طبقه‌بندی‌ها

### سیستم گروه خونی ABO
| طبقه‌بندی ABO      | Rh منفی | Rh مثبت |
| ----------------- | ------- | ------- |
| آنتی‌ژن A و B      | -AB     | +AB     |
| آنتی‌ژن A          | -A      | +A      |
| آنتی‌ژن B          | -B      | +B      |
| فاقد آنتی‌ژن A و B | -O      | +O      |

در سال ۱۹۰۱ میلادی کارل لندشتاینر، ایمونولوژیست اتریشی برای نخستین بار، وجود آنتی‌ژن‌های گروه خونی بر روی گلبول‌های قرمز و نیز آنتی‌بادی‌هایی علیه همان آنتی‌ژن‌ها را در سرم انسان ثابت نمود. او دریافت که نوعی ترکیب شیمیایی در خون افراد مختلف متفاوت است. لندشتاینر، ابتدا گلبول‌های قرمز را از سرم جدا کرد و سپس به مطالعه نتایج حاصل از مخلوط کردن سرم و گلبول‌های قرمز افراد مختلف پرداخت. وی دریافت که سرم بعضی از افراد قادر به آگلوتینه کردن گلبول‌های قرمز برخی دیگر از افراد می‌باشد، اما بر روی گلبول‌های قرمز همه افراد مؤثر نیست. در تجزیه و تحلیل نتایج، او فهمید که می‌توان افراد را از نظر گروه‌های خونی به گروه‌هایی تقسیم نمود:
- گروه خونی A: آنتی‌ژن نوع A را سطح گلبول قرمز خود دارند و در پلاسمای خونشان نیز آنتی کور B (ضد آنتی‌ژن B) را دارا هستند.
- گروه خونی B: آنتی‌ژن نوع B را در سطح گلبول‌های قرمز خود را دارند و در پلاسمای خونشان نیز آنتی کور A (ضد آنتی‌ژن A) را دارند.
- گروه خونی AB: آنتی‌ژن نوع A و B را در سطح گلبول‌های قرمز خود را دارند و در پلاسمای خونشان نیز هیچ‌یک از آنتی کورها را ندارند.
- گروه خونی O: هیچ‌یک از آنتی‌ژن‌ها را در سطح گلبول‌های قرمز خود ندارند ولی هر دو آنتی کور را دارا هستند.

دقت کنید که این گروه خونی مربوط که چند نوع کربوهیدرات بوده و این کربوهیدرات‌ها ژن سازنده ندارند. بلکه فردی که این کربوهیدرات‌ها را دارد، در واقع ژنی دارد که آنزیمی می‌سازد که این کربوهیدرات‌ها را با غشا سلول اضافه کند.

### سیستم RH

۱. سلول خونی دارای Rh مثبت است. ۲. سلول خونی دارای Rh منفی است. ۳.آنتی‌ژن‌های موجود در سلول خونی Rh مثبت هستند، که آن را مثبت می‌کنند. این آنتی‌ژن‌ها به سلول‌های خونی مثبت اجازه می‌دهند به آنتی‌بادی‌های خاص متصل شوند.

طبقه‌بندی Rh دومین سیستم مهم گروه خونی در انتقال خون در انسان است که متشکل از ۴۹ آنتی‌ژن گروه خونی تعریف شده‌است مهم‌ترین آنتی‌ژن‌های Rh که سبب پاسخ دفاعی سیستم ایمنی می‌شود، پنج آنتی‌ژن E, e، C, c و D هستند (تنها آنتی‌ژنِ D است که نام گذاری کوچک، d، ندارد) برای افراد D منفی (افرادی که آنتی‌ژن D را ندارد) معمول است که هیچ گونه آنتی‌بادی ضد IgG یا IgM در خون وجود نداشته باشد، زیرا آنتی‌بادی‌های ضد D معمولاً با ایجاد حساسیت در برابر مواد محیطی تولید نمی‌شوند. با این حال، افراد D منفی در مواردی می‌توانند آنتی‌بادی‌های ضد D IgG را به دنبال یک رویداد حساس تولید کنند، مثلاً انتقال خون جنینی از جنین در بارداری یا گاهی انتقال خون D مثبت می‌تواند سیستم ایمنی را تحریک کند، که به آن بیماری Rh می‌گویند. گروه‌های خونی Rh منفی در جمعیت‌های آسیایی (۰٫۳٪) نسبت به جمعیت اروپایی (۱۵٪) بسیار کمتر وجود دارد. آنتی‌بادی‌های آنتی‌ژن‌های Rh می‌توانند در واکنش‌های تزریق همولیتیک نیز نقش داشته باشند و آنتی‌بادی‌های آنتی‌ژن‌های Rh (D) در صورت تداخل می‌تواند خطر قابل توجهی به نام بیماری همولیتیک جنین را ایجاد می‌کنند.
در سال ۱۹۴۰، لندشتاینر و وینر نشان دادند آنتی‌بادی‌هایی که علیه گلبول‌های قرمز میمون رزوس تولید می‌گردد، قادرند گلبول‌های قرمز ۸۵٪ از جمعیت انسانی را نیز آگلوتینه نمایند. این آنتی‌بادی‌ها علیه مولکولی که (RH) نامیده شده، به‌وجود می‌آمدند و افرادی را که واجد این مولکول بودند Rh مثبت نام گرفتند و ۱۵ درصد بقیه که فاقد این مولکول بودند افراد Rh منفی نامیده شدند. آنتی‌بادی‌های طبیعی علیه آنتی‌ژن‌های Rh در بدن تولید نمی‌شوند، به‌عنوان مثال گروه خونی -O آنتی‌ژن‌های Rh و A و B را ندارد.

## وراثت گروه خونی
طبیعتاً گروه خونی نوزاد از والدین به ارث می‌رسد، البته باید توجه داشت که چون نوع O مغلوب است ژنوتیپ نوع O همیشه خالص است (OO) و فنوتیپ نوع AB دارای ژنوتیپ AB است ولی گروه خونی مثلاً A می‌تواند دارای ژنوتیپهای AA یا AO باشد؛ لذا اگر مثلاً والدین هر دو دارای گروه خونی O باشند نوزاد قطعاً گروه خونی O خواهد بود ولی نوزاد والدینی با گروه خونی A ممکن است دارای گروه خونی A یا گروه خونی O باشد.
با توجه مطالب بالا می‌توان انواع ژنوتیپ گروه خونی را مطابق زیر در نظر گرفت
Ai  = گروه خونی A هتروزیگوت
AA  = گروه خونی A هموزیگوت
Bi  = گروه خونی B هتروزیگوت
BB  = گروه خونی B هموزیگوت
ii  = گروه خونی O هموزیگوت
AB  = گروه خونی AB هتروزیگوت

## انتقال خون
وراثت گروه‌های خونی به صورت اتوزوم مغلوب است. انتقال خون از فردی به فرد دیگر همیشه امکان‌پذیر نیست. به‌طور مثال افراد با گروه خونی A دارای پادتن نوع B هستند و در مواجهه با گروه خونی B واکنش نشان می‌دهند (این واکنش اغلب خون‌کافت سریع گلبول‌های قرمز می‌باشد).

O گروه خونی دهنده و AB گروه خونی گیرنده‌است.

| وضعیت فرد |                 | دهنده | دهنده | دهنده | دهنده | دهنده | دهنده | دهنده | دهنده |
|           | گروه خونی افراد | O−    | O+    | A−    | A+    | B−    | B+    | AB−   | AB+   |
| --------- | --------------- | ----- | ----- | ----- | ----- | ----- | ----- | ----- | ----- |
| گیرنده    | O−              | ✓     |       |       |       |       |       |       |       |
| گیرنده    | O+              | ✓     | ✓     |       |       |       |       |       |       |
| گیرنده    | A−              | ✓     |       | ✓     |       |       |       |       |       |
| گیرنده    | A+              | ✓     | ✓     | ✓     | ✓     |       |       |       |       |
| گیرنده    | B−              | ✓     |       |       |       | ✓     |       |       |       |
| گیرنده    | B+              | ✓     | ✓     |       |       | ✓     | ✓     |       |       |
| گیرنده    | AB−             | ✓     |       | ✓     |       | ✓     |       | ✓     |       |
| گیرنده    | AB+             | ✓     | ✓     | ✓     | ✓     | ✓     | ✓     | ✓     | ✓     |

## رسوب خونی
- گروه خونی A: با آنتی کور B رسوب نمی‌دهد ولی با آنتی کور A رسوب می‌دهد.
- گروه خونی B: با آنتی کور B رسوب می‌دهد ولی با آنتی کور A رسوب نمی‌دهد.
- گروه خونی O: با هیچ‌یک از آنتی کورهای A و B رسوب نمی‌دهد.
- گروه خونی AB: با هر دو آنتی کور A و B رسوب می‌دهد.

## بیماری‌های خونی
بیماری‌های خونی به آن گروه از بیماری‌هایی گفته می‌شود که در اثر ایجاد مشکل در گلبول‌های قرمز، گلبول‌های سفید یا پلاکت‌ها ایجاد می‌شوند. بیماری‌های خونی می‌توانند در اثر عفونی شدن خون یا عدم اکسیژن رسانی خون به بافت‌های مختلف بدن هم اتفاق بیفتند. لخته شدن خون در اثر غلظت خون یا فشار خون بالا هم جزو بیماری‌های خونی طبقه‌بندی می‌شود. معمولاً از کم‌خونی به عنوان شایع‌ترین بیماری خونی در دنیا نام می‌برند. خانم‌های باردار، افراد سالمند، افرادی که نقص سیستم ایمنی دارند یا آنهایی که سابقه خانوادگی ابتلا به بیماری‌های خونی دارند، بیشتر از سایر افراد در معرض ابتلا به بیماری‌های خونی قرار می‌گیرند.

### بیماری همولیتیک نوزادان
بیماری همولیتیک نوزادان معمولاً زمانی به‌وجود می‌آید که یک مادر Rh منفی حامل جنین Rh مثبت باشد. به‌طور طبیعی گلبول‌های خون جنین به واسطه لایه‌هایی از سلول‌های ترفوبلاست از گردش خون مادر جدا شده‌است. اما در اواخر حاملگی و به‌خصوص در حین تولد نوزاد، گلبول‌های قرمز جنین ممکن است وارد گردش خون مادر شوند. همین که این گلبول‌ها به جریان خون مادر برسند به عنوان یک عنصر خارجی تلقی شده و پاسخ ایمنی مادر را جهت تولید آنتی‌بادی برمی‌انگیزند. معمولاً آنتی‌بادی علیه گلبول‌های قرمز جنین قبل از تولد اولین بچه ساخته نمی‌شود. اما حاملگی‌های مکرر نهایتاً منجر به افزایش سطح آنتی‌بادی در خون مادر می‌شود. این آنتی‌بادی‌ها پس از گذشتن از سلول‌های ترفوبلاست مادر به گردش خون جنین می‌رسند و در آنجا با گلبول‌های قرمز جنین وارد واکنش شده و موجب تخریب آن‌ها می‌شوند. ممکن است روند تخریب گلبول‌های قرمز جنین به قدری شدید باشد که موجب مرگ جنین شود. از طرف دیگر جنین ممکن است زنده بماند و در یک وضعیت آنمیک شدید و همراه با یرقان متولد شود.

بدن جنین ممکن است در راه تلاش جهت جبران گلبول‌های از دست رفته گلبول‌های قرمز نابالغ را از مغز استخوان به داخل خون آزاد نماید. تخریب گسترده گلبول‌های قرمز جنین می‌تواند منجر به آزاد شدن مقادیر سمی بیلی روبین به داخل جریان خون شود. از آنجایی که کبد جنین هنوز نابالغ است، این بیلی روبین ممکن است در سلول‌های مغز رسوب نموده و موجب آسیب شدید مغز گردد.

## کم خونی
کم‌خونی که با نام آنمی هم شناخته می‌شود، به نوعی از اختلالات خونی نسبتاً شایع گفته می‌شود. افراد مبتلا به کم‌خونی، حجم کمتری از گلبول‌های قرمز یا هموگلوبین را در خون خود دارند درواقع، گلبول‌های قرمز در خون این افراد به اندازه مورد نیاز بدن‌شان نیست. هموگلوبین موجود در بدن هم که در گلبول‌های قرمز خون وجود دارد و اکسیژن را با اتصال به گلبول قرمز به بخش‌های مختلف بدن می‌رساند، کمتر از حد استاندارد است. تک‌تک سلول‌های بدن ما برای ادامه حیات و فعالیت‌های خود به اکسیژن نیاز دارند و بنابراین، زمانی که بدن با کمبود گلبول قرمز یا هموگلوبین مواجه می‌شود، در معرض ابتلا به طیف وسیعی از بیماری‌ها قرار می‌گیرد. کم خونی انواع گوناگونی دارد که هر یک علت خاص خود را دارند.
مهم‌ترین مشکلاتی که می‌توانند منجر به کم‌خونی شوند شامل مواردی مانند کمبود ویتامین B12، خونریزی‌های داخلی و خارجی، کمبود آهن، داشتن سابقه خانوادگی ابتلا به کم‌خونی، بارداری و قاعدگی‌های شدید هستند. از علائم کم‌خونی هم می‌توان به مواردی مانند خستگی‌های مداوم، رنگ‌پریدگی، بی‌حالی، سردرد یا زردی پوست اشاره کرد. درمان کم‌خونی معمولاً با تجویز مکمل‌های آهن و مکمل‌های ویتامین B، مخصوصاً B12 شروع می‌شود. دوز و مدت زمان مصرف انواع مکمل‌های مربوط به کم‌خونی حتماً باید تحت نظر پزشک باشد.

## فراوانی گروه‌های خونی
در میان جمعیت مردم ایالات متحده آمریکا در حدود ۳۴ درصد گروه خونی A مثبت، ۶ درصد گروه خونی A منفی، ۹ درصد گروه خونی B مثبت، ۲ درصد گروه خونی B منفی، ۳۸ درصد گروه خونی O مثبت، ۷ درصد گروه خونی o منفی، ۲ درصد گروه خونی AB مثبت و ۱ درصد گروه خونی AB منفی هستند.
با این وجود لازم است ذکر شود که یک آنتی‌ژن گروه خونی هیچگاه نمی‌تواند به همراه آنتی‌بادی ضد خود در بدن یک فرد وجود داشته باشد؛ زیرا در آن صورت وقوع همولیز، گردش خون را مختل نموده و گلبولهای فرد تخریب می‌شود. گروه‌های خونی O, AB, B، A نمایانگر فنوتیپ گلبول‌های قرمز یک فرد است که مطابق با یک سیستم ساده که متشکل از یک ژن ۳ اللی A, B، O می‌باشد، به ارث می‌رسند.

### ایران
طی گزارش سازمان انتقال خون ایران در مهر ۱۳۹۲، کمتر از ۱۰ درصد مردم گروه خونی منفی دارند و ABمنفی نایاب‌ترین گروه خونی در کشور است.
از مجموع خون‌های اهدایی در شش‌ماهه اول سال ۱۳۹۲ (حدود یک میلیون و ۹۵ هزار واحد خون)، گروه خونی ABمنفی کمتر از ۱ درصد بوده‌است. این سازمان، گروه‌های خونی Aمثبت را ۲۷ درصد، Aمنفی ۳ درصد، Bمثبت ۲۲ درصد، Bمنفی ۲٫۵ درصد، ABمثبت ۷ درصد، Oمثبت ۳۳٫۵ درصد و Oمنفی ۴ درصد از مجموع خونهای اهدایی طی این مدت عنوان کرد. در ایران نیاز به همه گروه‌های خونی منفی به ویژه ABمنفی به خاطر نایاب بودنش بیشتر است.

## بیماری تالاسمی
تالاسمی در گروه بیماری‌های خونی و ژنتیکی طبقه‌بندی می‌شود. افراد مبتلا به این بیماری، با کمبود هموگلوبین مواجه نیستند؛ بلکه حجم هموگلوبین‌های معیوب در خون آن‌ها به اندازه‌ای است که کار اکسیژن‌رسانی به بافت‌های بدن این افراد با اختلال مواجه می‌شود. به‌طور کلی، تالاسمی هم نوعی کم‌خونی به حساب می‌آید که در صورت شدید بودن، نیاز به تزریق خون برای بیمار ایجاد می‌شود. معمولاً این بیماری با تغییراتی در ساختار فیزیکی و استخوانی فرد بیمار (کودکان) همراه است و گاهی تغییرات کاملاً مشهودی در جمجمه فک و صورت کودکان بیمار ایجاد می‌کند. در مواردی و با افزایش سن، شاهد بزرگ شدن کبد و طحال بیمار خواهیم بود که این بزرگ شدن طحال، گاهی تا تخریب هرچه بیشتر گلبول‌های قرمز پیش می‌رود. معمولاً بیماران مبتلا به تالاسمی با نازک شدن استخوان‌ها و افزایش شانس شکستگی آن‌ها روبرو هستند. از آنجایی که ژن‌ها، نقشی اساسی در ابتلا به بیماری تالاسمی ایفا می‌کنند، بنابراین مشاوره‌های پیش از ازدواج می‌توانند تا حد قابل قبولی شانس ابتلا به این بیماری در کودکان را از بین ببرند.

## اهدای خون
خون اهدا‌کنندگان گروه‌های خونی به گروه های وابستهٔ همان گروه اهدا می‌شود. 
- Oمنفی به همه ی گروه ها
- Oمثبت به گروه های مثبت
- Aمنفی به AB و A
- Aمثبت به Aمثبت و ABمثبت
- Bمنفی به ‌‌Bو AB
- Bمثبت به Bمثبت و ABمثبت
- ABمنفی به ABمنفی و AB مثبت
- ABمثبت به ABمثبت

می توانند اهدا کنند. 